# Mychajljutschka
Mychajljutschka (ukrainisch Михайлючка; russisch Михайлючка Michailjutschka, polnisch Michaluczka) ist ein Dorf im Nordosten der ukrainischen Oblast Chmelnyzkyj mit etwa 1300 Einwohnern.

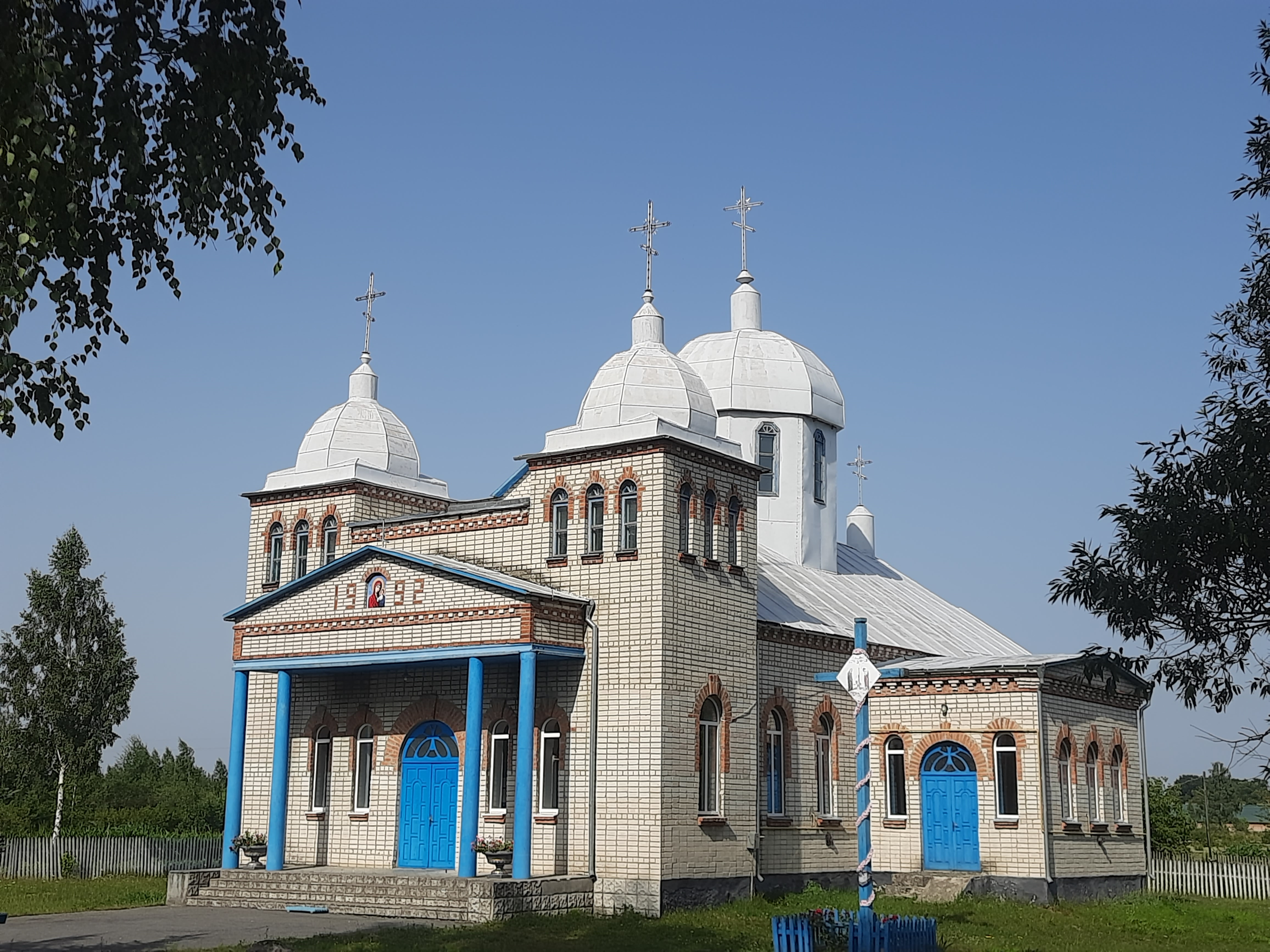
Kirche im Ort

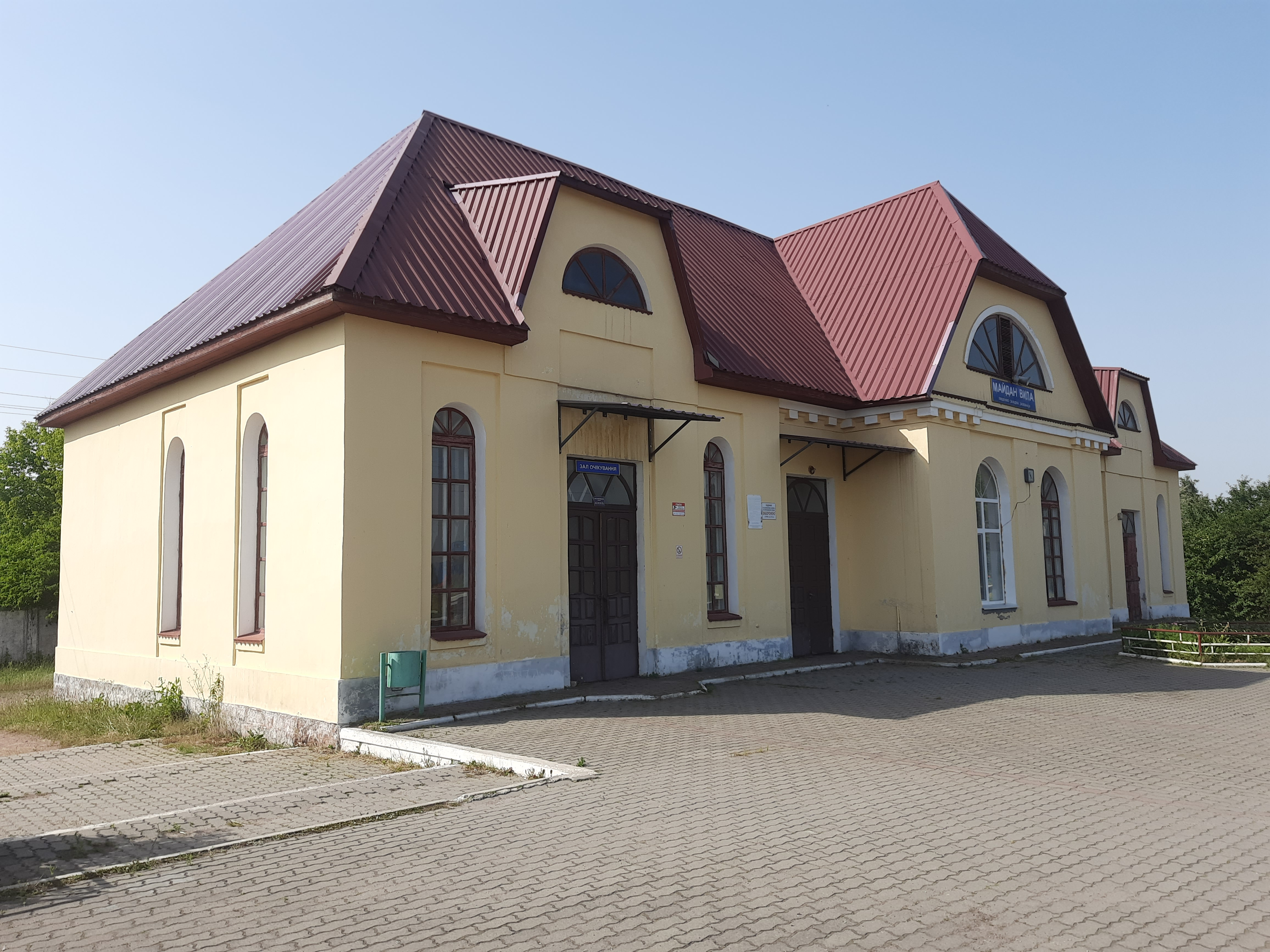
Bahnhof im Ort

Das Dorf entstand als Kolonie am Anfang des 19. Jahrhunderts und liegt an der Bahnstrecke Kelmenzi–Kalinkawitschy, 22 Kilometer nordöstlich der Rajonshauptstadt Schepetiwka und 99 Kilometer nordöstlich der Oblasthauptstadt Chmelnyzkyj.

## Verwaltungsgliederung
Am 12. Juni 2020 wurde das Dorf zum Zentrum der neugegründeten Landgemeinde Mychajljutschka (Михайлюцька сільська громада/Mychajljuzka silska hromada). Zu dieser zählen auch die 17 in der untenstehenden Tabelle aufgelisteten Dörfer, bis dahin bildete es zusammen mit den Dörfern Chmeliwka, Konotop, Majdan-Labun, Sudymont und Zmiwka die gleichnamige Landratsgemeinde Mychajljutschka (Михайлюцька сільська рада/Mychajljuzka silska rada) im Nordosten des Rajons Schepetiwka.
Folgende Orte sind neben dem Hauptort Mychajljutschka Teil der Gemeinde:
| Name                     | Name          | Name                            |
| ukrainisch transkribiert | ukrainisch    | russisch                        |
| ------------------------ | ------------- | ------------------------------- |
| Bronnyky                 | Бронники      | Бронники (Bronniki)             |
| Chmeliwka                | Хмелівка      | Хмелевка (Chmelewka)            |
| Chutir                   | Хутір         | Хутор (Chutor)                  |
| Dubijiwka                | Дубіївка      | Дубиевка (Dubijewka)            |
| Horodnjawka              | Городнявка    | Городнявка (Gorodnjawka)        |
| Konotop                  | Конотоп       | Конотоп                         |
| Kortschyk                | Корчик        | Корчик (Kortschik)              |
| Kruhlyk                  | Круглик       | Круглик (Kruglik)               |
| Majdan-Labun             | Майдан-Лабунь | Майдан-Лабунь (Maidan-Labun)    |
| Romaniw                  | Романів       | Романов (Romanow)               |
| Ryliwka                  | Рилівка       | Рыловка (Rylowka)               |
| Samorotschennja          | Заморочення   | Замороченье (Samoretschenje)    |
| Senihiw                  | Сенігів       | Сенигов (Senigow)               |
| Sudymont                 | Судимонт      | Судимонт (Sudimont)             |
| Tscherwonyj Zwit         | Червоний Цвіт | Червоный Цвет (Tscherwony Zwet) |
| Zmiwka                   | Цмівка        | Цмовка (Zmowka)                 |
| Zwit                     | Цвіт          | Цвет (Zwet)                     |